# Hihetetlenül Veszélyes Vipera
A Hihetetlenül Veszélyes Vipera A balszerencse áradása című könyvsorozat 2., A hüllők terme című kötetének a szereplője.
Ez a kígyó a Föld legbarátságosabb s legártalmatlanabb kígyója. Monti bácsi fedezte fel Peruban. Szándékosan adta neki ezt a félrevezető nevet. Azt tervezte, hogy meghívja a tudóstársait, és rájuk szabadítja a kígyót. Amikor mindenki halálra rémül, bejelenti, hogy ez a kígyó a légynek sem tudna ártani. Mikor a kígyó kiszabadult, úgy látszott, beleharapott Sunny állába, de ott semmi nyomot nem hagyott, és Sunny még bele is harapott a kígyó farkába.
Monti úgy gondolta, hogy Stephano (Olaf gróf álruhában) el akarta tulajdonítani  a viperát, hogy ő mutathassa be. Erre kirúgta, amiért Olaf megölte, azt tettetve, hogy a vipera ölte meg, a nevével alátámasztva a vádat.